# Vladimír Jasné slunéčko

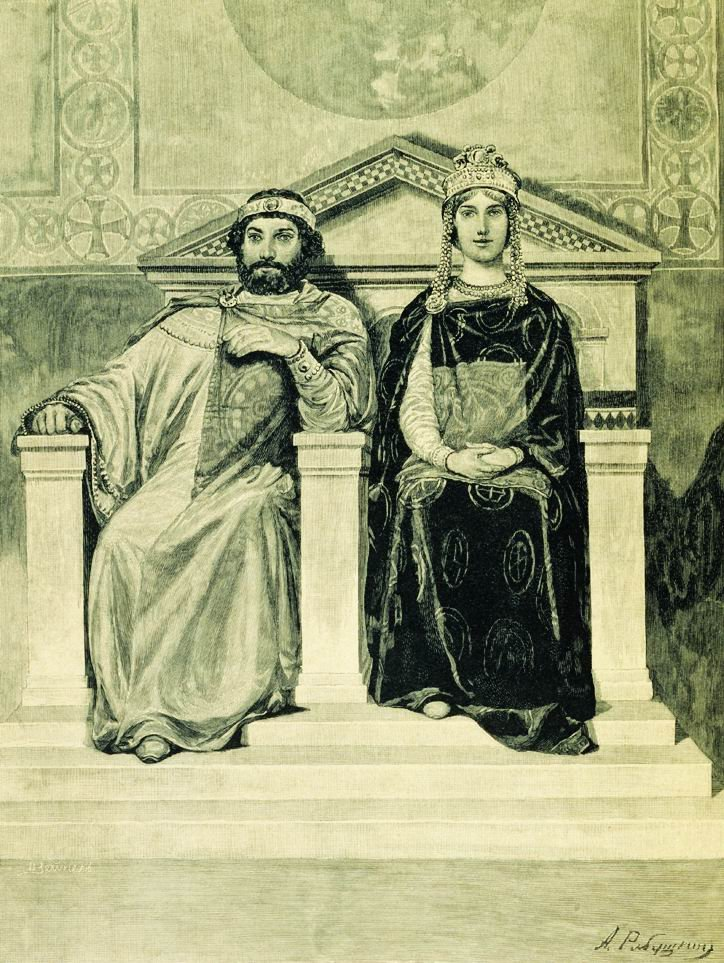
Vladimír Jasné slunéčko se svou ženou Apraksií, ilustrace Andreje Rabuškina ke knize Bohatýři ruských bylin z roku 1895

Vladimír, zvaný Jasné slunéčko (Красное солнышко, Krasnoje solnyško), je kyjevský kníže vystupující v ruských bylinách. Kromě přizviska Jasné (či červené) slunce je také nazýván sluncem kyjevským, sluncem světa či naděje, báťuškou či láskyplným, milujícím. Vladimír strojí hostiny, je štědrý a přívětivý, přijímá hosty, posílá bohatýry na výpravy, odměňuje je a zajišťuje jim ženy. Není však zmiňována jeho odvaha, moudrost či důmysl, sám žádné hrdinské činy nekoná – dokonce je často líčen v nepříznivém světle, především jako zbabělec. Někdy je též popisován jako záletník, krutý a nevděčný k bohatýrům. Mezi bohatýry Vladimírova dvora se řadí Ilja Muromec, Dobryňa Nikitič (jeho strýc), Aljoša Popovič, Potyk Ivanovič, Ivan Godinovič (jeho synovec), Stavr Godinovič, Danilo Lovčanič, Suchman, Dunaj Ivanovič, Choten Bludovič a Ivan Gostinyj syn.
Vladimír Jasné slunéčko je tradičně spojován s prvním křesťanským kyjevským knížetem Vladimírem I. vládnoucím na přelomu 10. a 11. století. Byliny se však zpravidla zaobírají mongolskými vpády 13. a 14. století, které jsou tak promítány až na „počátek dějin“. Podle Jiřího Dyndy je tato postava založena kromě Vladimíra I. také na Vladimírovi Monomachovi vládnoucím v první polovině 12. století. Negativní rysy vysvětluje Orest Miller tím že Jasné slunéčko získal také rysy knížete Igora a Ivana Hrozného, Vševolod Miller zase vidí ovlivnění postavou perského bájného krále kaje Kavuse známého z eposu Šáhnáme. Obě tyto postavy nevynikají statečností, spoléhají se hrdinu, Ilju Muromce či Rustama a podobné je podání o jejich svatbě s nevěrnou Apraksií, respektive Sudabe.